# مارسيلو كييريغيني
مارسيلو كييريغيني (بالبرتغالية: Marcelo Chierighini) (ولد في 15 يناير 1991) هو سبّاح برازيلي متخصص في السباحة الحرة، وشارك في عدة بطولات دولية منها الألعاب الأولمبية، وبطولة العالم للسباحة، وألعاب عموم أمريكا.

## مسيرته

### بداياته
وُلد كييريغيني في مدينة سانتو أندريه بولاية ساو باولو، وبدأ السباحة منذ صغره، وانضم لاحقًا إلى نادي بينيروس. واصل تعليمه الجامعي في جامعة أوبورن بالولايات المتحدة، حيث نافس ضمن فريق السباحة الجامعي.

### مشاركاته الدولية
شارك كييريغيني في أولمبياد لندن 2012، أولمبياد ريو 2016، وأولمبياد طوكيو 2020 ممثلًا للبرازيل. تخصصه الأساسي هو سباق 100 متر حرة، وقد ساعد الفريق البرازيلي في الوصول إلى نهائيات التتابع 4×100 متر حرة في عدة بطولات أولمبية وعالمية.
حقق أفضل نتيجة فردية له في بطولة العالم للسباحة 2019 في غوانغجو، حيث حلّ رابعًا في نهائي 100 متر حرة، بفارق ضئيل عن الميدالية البرونزية.

## الإنجازات
- نهائي 100 متر حرة – المركز الرابع في بطولة العالم 2019
- الميدالية الذهبية في التتابع 4×100 متر حرة – ألعاب عموم أمريكا 2015
- ميداليات متعددة في بطولة عموم أمريكا وبطولة العالم للسباحة (حوض قصير)

## الحياة الشخصية
درس كييريغيني في جامعة أوبورن الأمريكية، ويُعرف بالتزامه الرياضي واحترافه، وهو أحد أبرز السباحين في جيله في البرازيل.